# Snow White Queen
"Snow White Queen" je pjesma rock sastava Evanescence s njihova trećeg albuma The Open Door. To je prva pjesma nastala za taj album, a Amy Lee je izjavila da govori o njenom iskustvu kada ju je nepoznati čovjek uhodio. Kaže kako je bila prisiljena mnoge noći provesti u hotelskim sobama jer ju je taj čovjek uhodio. Dio naziva pjesme je uzela od svog nadimka na EvBoardu: Snow White (što bi se prevelo kao Snjeguljica), a drugi dio naziva je Queen (kraljica) zbog načina na koji osobe koje uhode obično idealiziraju svoje žrtve.